# 目的語
目的語（もくてきご、ラテン語: objectum）は、文の構成素、文の成分の一つ。客語（きゃくご、かくご）、賓語（ひんご）とも。補語（対象語）と呼ぶ場合もあるが、注意を要する。
ロマンス諸語では目的補語と呼ぶことが多い。日本語ではおもに格助詞「を」や「に」で示される。目的語を示す格を目的格と呼ぶ。
行為の直接的な対象を表す直接目的語（主として対格、日本語では「を」等で示される）と、その行為によって間接的に影響を受ける対象を表す間接目的語（主として与格、日本語では「に」等で示される）に分類される。

## 英語
英語においても、日本語に直訳した場合に「……を」・「……に」の「……」に相当する語、句または節と理解して大きな間違いはないが、動詞の語法や文型との兼ね合いから若干の注意が必要となる。というのは、英語には助詞がなく、それに相当する役割を動詞の語法（文型）と前置詞の組合せが担っており、それとの兼ね合いが問題となるからである。
ここでは、目的語を「動詞の目的語」と「前置詞の目的語」に分類して説明する。目的語になれるのは、名詞・動名詞・不定詞・代名詞（名詞句・名詞節を含む）である（動詞の目的語か前置詞の目的語かによらない）。代名詞のうち、人称代名詞・疑問代名詞・関係代名詞は目的格をとる。
以下では基本5文型に従い、次の例文を用いて説明する。
1. I go to school. （S+V: 第1文型） 私は学校 に通う。
2. I love you. （S+V+O: 第3文型） 私はあなた を愛する。
3. He gave you a lot of money. (S+V+IO+DO: 第4文型） 彼はあなた にたくさんのお金 をあげた。
4. This news made me sad. （S+V+O+C: 第5文型） そのニュースは私 を悲しませた。

上記の例文において S は主語、V は動詞、C は補語、O・IO・DOは（動詞の）目的語・間接目的語・直接目的語の略称である。ここでは第2文型 (S+V+C) は挙げていない。

### 前置詞の目的語
まず、上記の例文 1. の直訳は、「私は学校に通う」である。この場合、“to school”は「学校に」と直訳されるが、これを「動詞 go の目的語」とは考えない。このように、「……を」・「……に」に相当する語句であっても、to, in などの前置詞を伴ってはじめて「……を」・「……に」という意味を成す場合には、「動詞の目的語」とは考えない。この例文における“to school”の“school”は「前置詞 to の目的語」である。一般に、前置詞に続く名詞・動名詞・代名詞（名詞句・名詞節を含む）が前置詞の目的語である。

### 動詞の目的語
第2文型以外で、動詞の直後に、前置詞を置かずに現れる名詞または代名詞は、動詞の目的語である。ただし、動詞とその名詞または代名詞との間に、それを修飾する形容詞や、形容詞をさらに修飾する副詞、および限定詞（冠詞など）を伴うことがある。それらの場合でも、前置詞は挟まない。
- 例文 2. において、“you”は動詞 love の目的語である。
- 例文 3. において、“you”は動詞 give の間接目的語 (IO)、“a lot of money”は動詞 give の直接目的語 (DO)である。
- 例文 4. において、“me”は動詞 make の目的語である（“sad”は目的格補語である）。

## ドイツ語
ドイツ語では、与格（Dativ、3格）の目的語を間接目的語（Dativobjekt、3格目的語）、対格（Akkusativ、4格）の目的語を直接目的語（Akkusativobjekt、4格目的語）と呼ぶ。冠詞、形容詞、代名詞などの格変化において、与格と対格を区別する。
他動詞とは直接目的語をとる動詞のことをいい、それ以外の動詞は自動詞と呼ぶ。例えば、“Ich liebe dich.”（英語： “I love you.”) における dich は対格であり、したがって liebe （不定形： lieben）は他動詞である。一方、“Er half dir.” （英語： “He helped you.”）における dir は与格であり、したがって half （不定形： helfen）は自動詞である。
また、目的語を文頭に置いた場合、主語は動詞の次に置かれる（V2語順）。
- Ich liebe dich. → Dich liebe ich.
- Er half dir. → Dir half er.

通常、目的語と副詞が動詞の後ろに並ぶときは、副詞、目的語の順に並ぶ。
- Ich lese nachts das Buch. （英語： I read the book at night.）